# Подснежник
Подсне́жник, или Гала́нтус (лат. Galánthus, от др.-греч. γάλα — «молоко», ἄνθος — «цветок») — род многолетних трав семейства Амариллисовые (Amaryllidaceae), ранее относившийся к семейству Лилейные (Liliaceae). Включает 19 видов и два гибрида естественного происхождения. На территории бывшего СССР произрастает 12 видов.

## Название
Научное название растения образовано из латинизированных греческих слов γάλα (gála) и ἄνθος (ánthos), что может пониматься как «молочный цветок», дано по окраске цветов.
Русское название рода «подснежник» связано с ранним цветением растений: цветы появляются сразу из-под снега ранней весной и живут совсем недолго (не более месяца). Ранее подснежниками могли называть и некоторые другие раннецветущие травы.

## Ботаническое описание

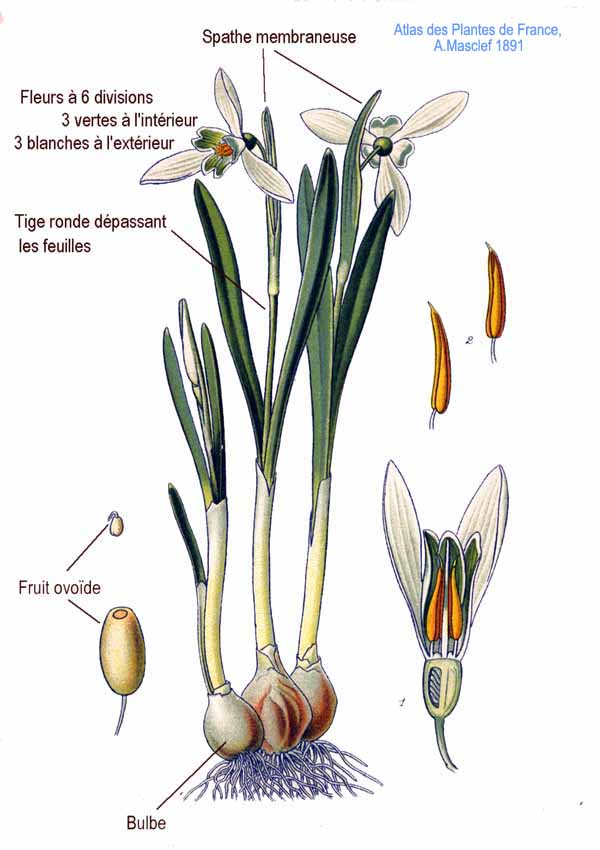
Подснежник белоснежный (Galanthus nivalis). Ботаническая иллюстрация французского художника Амеде Маскле из книги Atlas des plantes de France (1891)

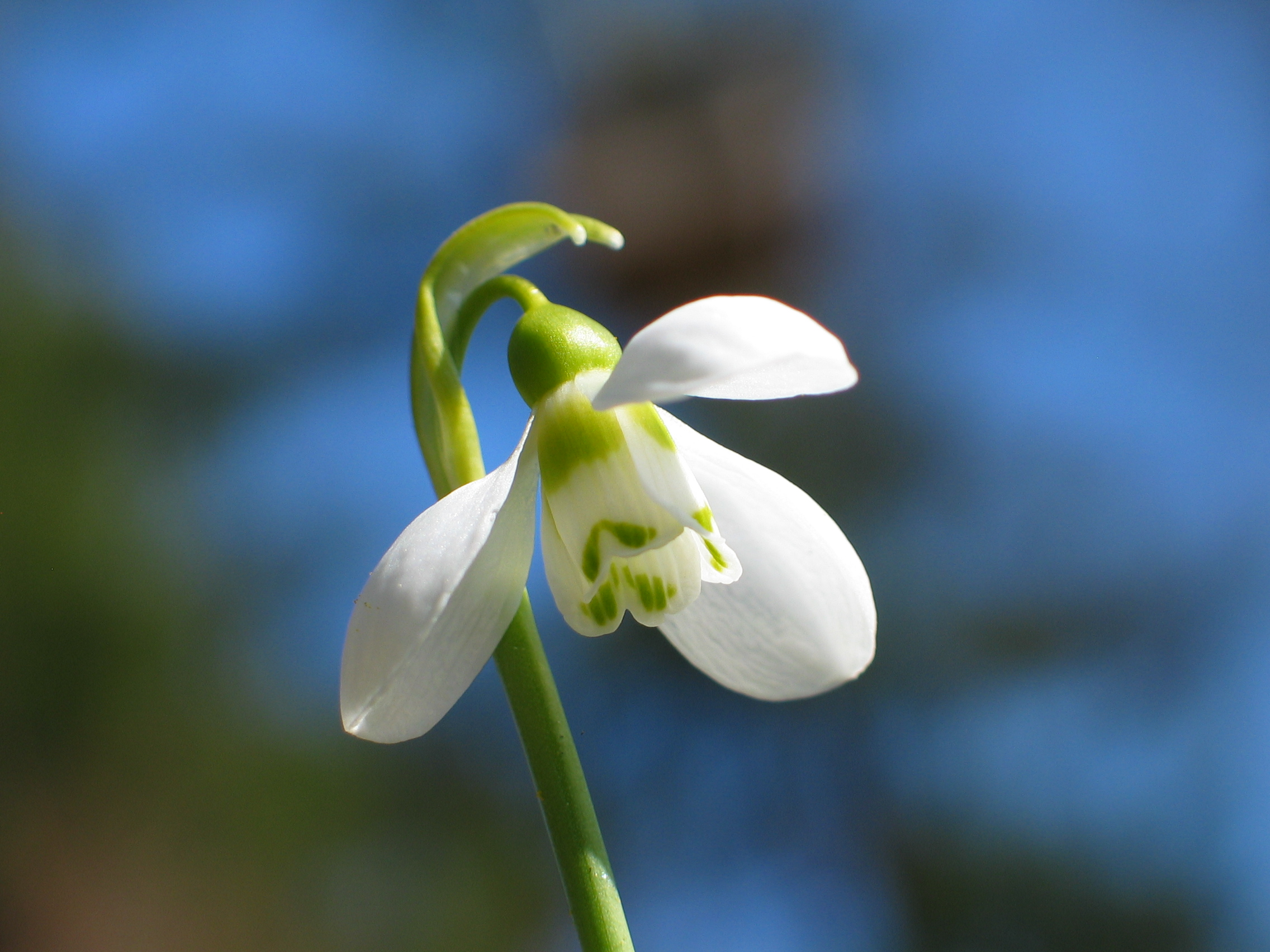
Цветок

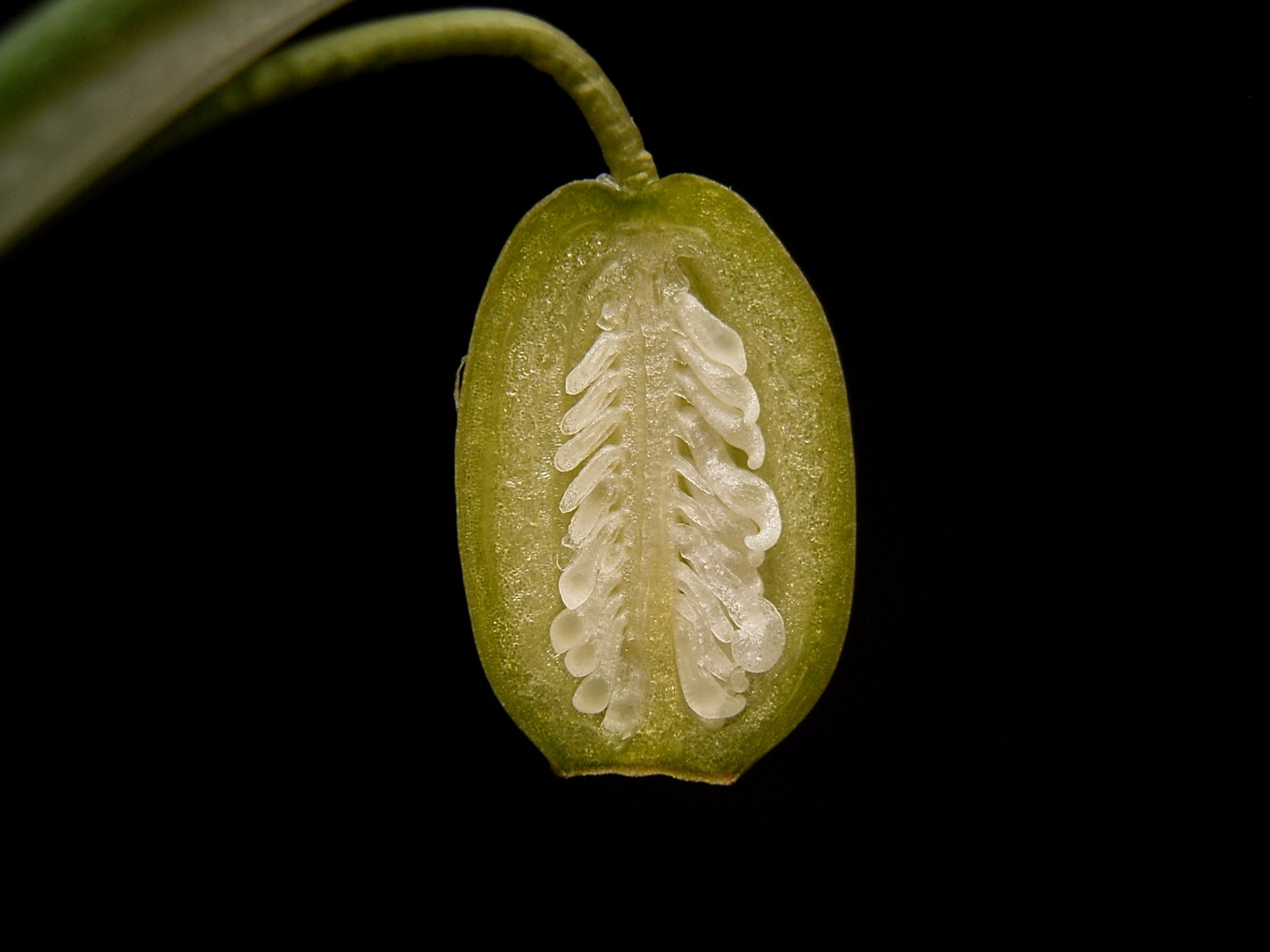
Плод в разрезе

Многолетние луковичные растения с коротким периодом вегетации. Сроки вегетации зависят от широты и высоты над уровнем моря места их произрастания. Луковица диаметром 2—3 см состоит из чешуй одного или двух предшествующих лет и почки возобновления. Ежегодно возникают 3 чешуи, одна — из низового листа, а две — из основания ассимилирующих листьев. Чешуи концентрические, а одна, образующаяся из основания листа, предшествующего цветку, незамкнутая. Детки располагаются в пазухах чешуй материнской луковицы.
Листья — в числе двух, изредка трёх, линейные или продолговато-ланцетные, выходят из шейки каждой луковицы, появляются одновременно с бутонами и во время цветения по длине равны или значительно короче цветоноса. Позже, после цветения, разрастаются, достигая длины 10—20 см и ширины 0,5—3 см. Окраска листьев варьирует от светло-зелёной с жёлтым оттенком (Galanthus woronowii) до тёмно-зелёной (Galanthus alpinus). Они могут быть блестящими, матовыми, с жирным блеском или с восковым налётом. Верхушка приострённая, или закруглённая с клобучком, или плоская. Основание листа широкое или суженное, переходящее в черешок. Поверхность листа гладкая, или складчатая, или килеватая с нижней стороны. Листья расположены в приземном пучке.
Стрелка возникает в пазухе внутреннего ассимилирующего листа с незамкнутым основанием и является боковой ветвью монопоидального побега. Стрелка слегка сплюснутая или округлая в поперечном сечении, блестящая у видов с блестящими листьями и сизая у сизолистных подснежников, заканчивается прицветным листом и одним поникающим цветком. К концу цветения она становится полой. Прицветный лист состоит из двух сросшихся прицветников, лишь у верхушки слегка раздвоенных, с двумя килями. У основания прицветники срастаются в трубку, из которой выходит цветоножка. Цветоножка цилиндрической формы, блестящая или сизая, одной длины с прицветником, короче или длиннее его. Околоцветник состоит из шести листочков: три наружных — чисто белые, 15—30 мм длиной, большей частью ложковидной формы, широколанцетные или эллиптические, с верхушкой, несущей на конце остриё, и с удлинённым, иногда переходящим в ноготок основанием; три внутренних — обратноклиновидные, с зелёным пятном у верхушки, последняя чаще всего выемчатая, но у некоторых видов округлённая или вытянутая. Зелёное пятно с внутренней стороны листочков не сплошное, а представлено отдельными зелёными полосами, число которых меняется в зависимости от размеров и формы пятна. Пыльники на очень коротких нитях, сидящие у основания долей околоцветника, книзу расширенные, кверху сильно оттянутые, оканчивающиеся обыкновенно остроконечием. Завязь трёхгнёздная, округлая или продолговатая, со многими семяпочками в каждом гнезде. Столбик нитевидный, с острым рыльцем.
Опыление производится бабочками, жуками, мухами, пчёлами.
Формула цветка: {\displaystyle \star \;P_{3+3}\;A_{3+3}\;G_{\overline {(3)}}}

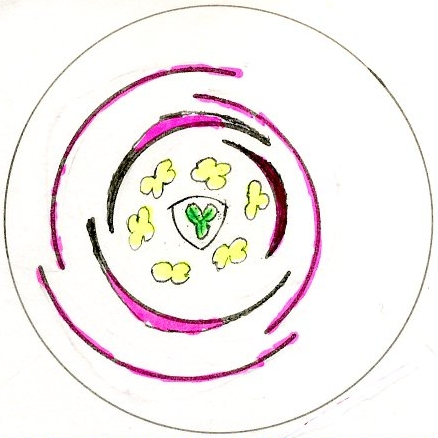
Диаграмма цветка

Плод — мясистая коробочка, открывающаяся по створкам. Семена шаровидные, с сочным придатком.

## Распространение

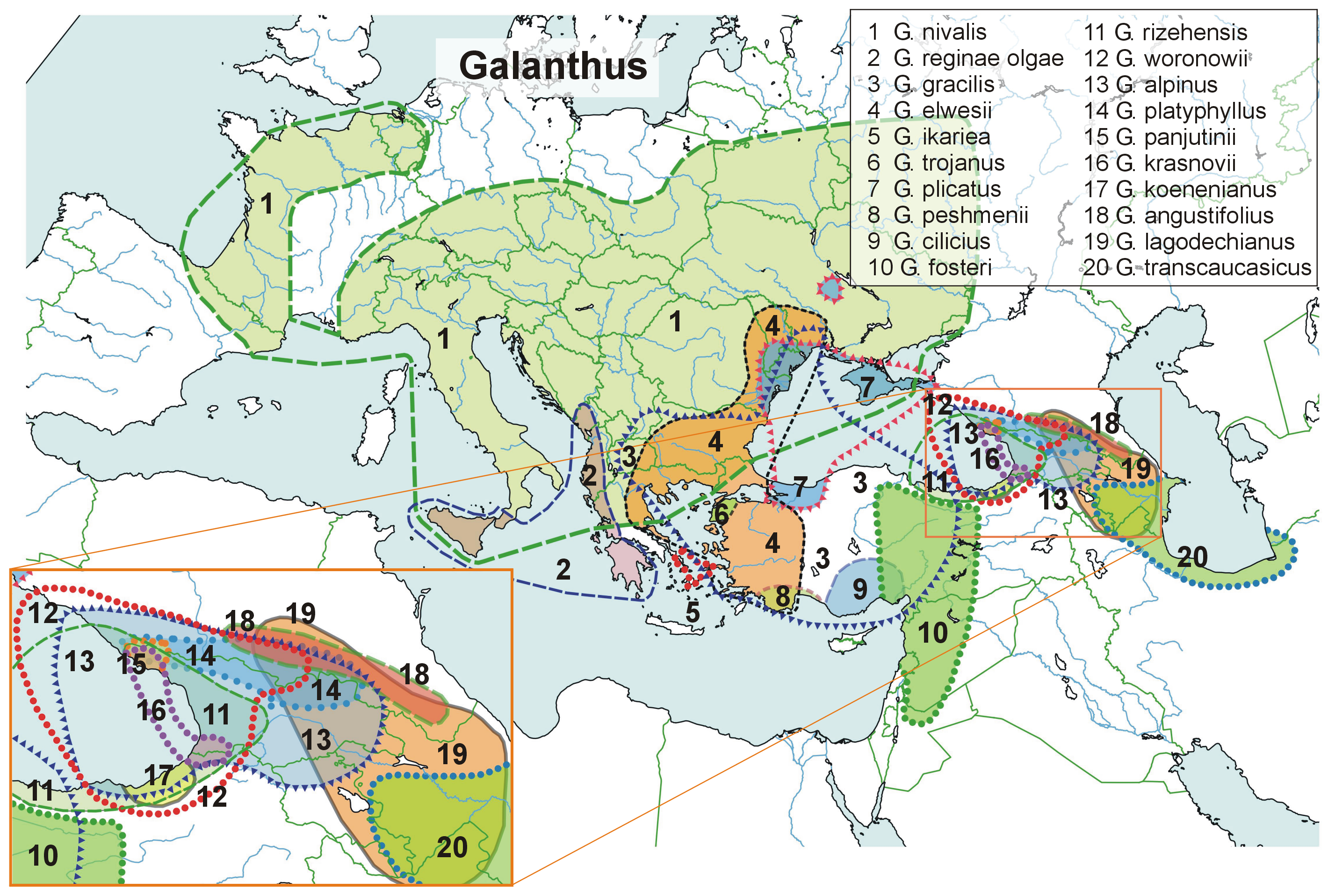
Карта распространения видов подснежника (Galanthus) в Европе и Западной Азии

Растение распространено в Центральной и Южной Европе, на побережье Чёрного моря, на западном побережье Каспийского моря и в Малой Азии. Наибольшее видовое разнообразие подснежников на Кавказе (16 видов).

## Практическое использование

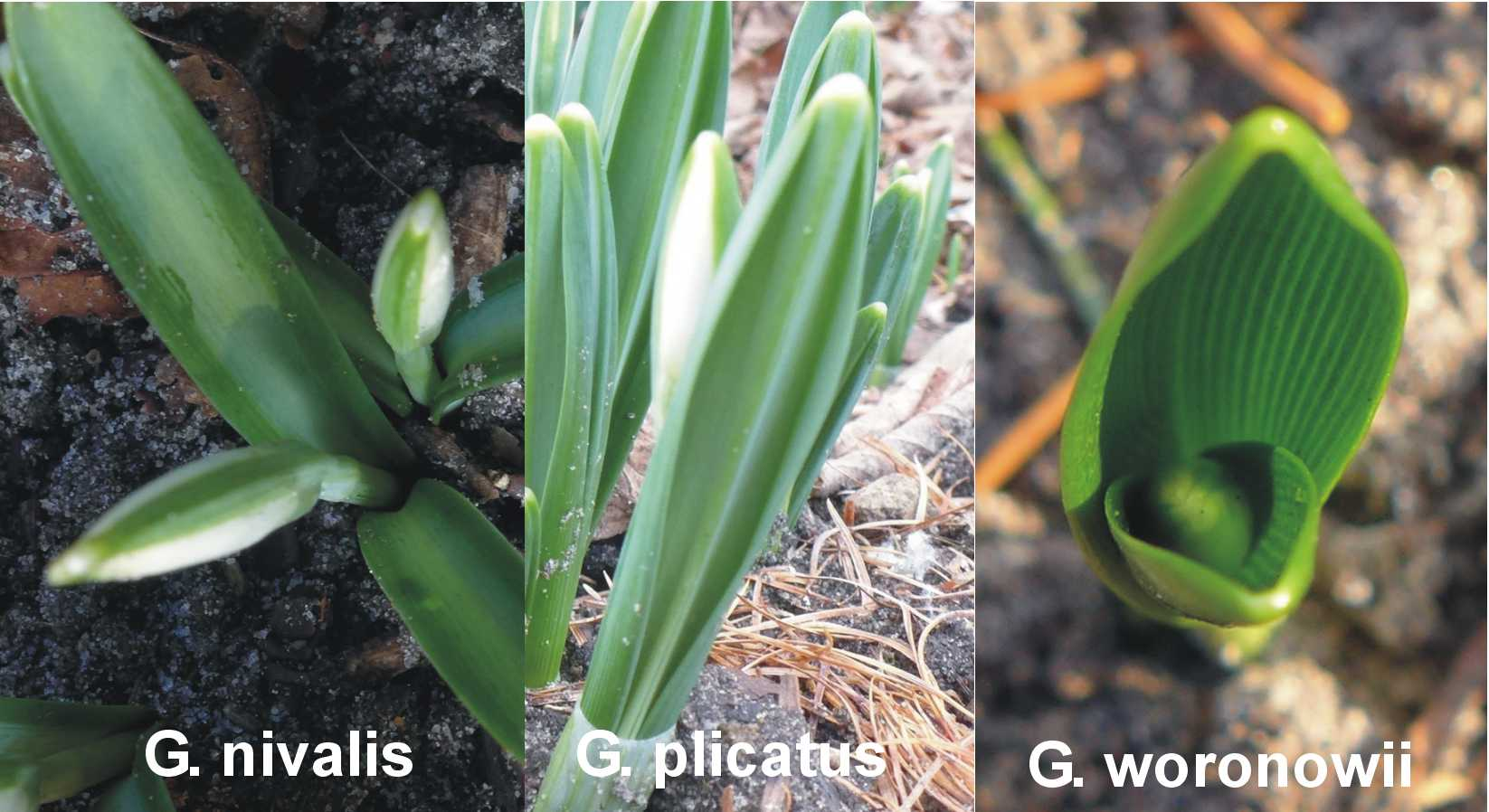
Три различные формы побегов листьев из лука: плоский (аппликативный), свёрнутый (экспликативный) свернутый (свернутый) (слева направо)

Культивируют как декоративные. Используют для посадок большими группами, на рабатках, альпийских горках. В цветоводстве широко используются два вида. Подснежники неприхотливы, легко размножаются семенами и луковицами. Пересаживают через 5—6 лет. В весеннее время нуждаются в достаточном увлажнении.
Подснежниками иногда ошибочно называют также пролеску, анемону и ряд других трав, цветущих ранней весной.

### Химический состав
Все части растения содержат алкалоид галантамин, впервые выделенный из луковиц подснежника Воронова (Galanthus woronowii Losinsk.). Ядовиты луковицы и плоды и стебли цветки, симптомы: рвота и боль в желудке.

## Таксономия
Galanthus L., 1753, Species Plantarum 1: 288.

### Синонимы
Известно несколько описаний рода под другими названиями:
- Nivaria Heist., 1748, Syst. pl. general. 5: 19.
- Acrocorion Adans., 1763, Fam. pl. 2: 57.
- Galactanthus Lem., 1849, in Orb.Dict. 5: 763.

### Виды
Согласно последним представлениям систематиков, род содержит следующие виды:
- Galanthus alpinus Sosn. — Подснежник альпийский
  - Galanthus alpinus Sosn. var. alpinus = [syn.  Galanthus caucasicus (Baker) W.T.Mill. — Подснежник кавказский]
- Galanthus angustifolius Koss — Подснежник узколистный
- Galanthus cilicicus Baker — Подснежник киликийский
- Galanthus elwesii Hook.f. — Подснежник Эльвеса
- Galanthus fosteri Baker — Подснежник Фостера
- Galanthus gracilis Čelak. — Подснежник изящный
- Galanthus ikariae Baker — Подснежник Икарии
- Galanthus koenenianus Lobin et al. — Подснежник Кёне
- Galanthus krasnovii Khokhr. — Подснежник Краснова
- Galanthus lagodechianus Kem.-Nath. — Подснежник лагодехский
- Galanthus nivalis L. typus[1] — Подснежник белоснежный
  - [syn.  Galanthus imperati Bertol.]
- Galanthus peshmenii A.P.Davis & C.D.Brickell
- Galanthus platyphyllus Traub & Moldenke — Подснежник плосколистный
  - [syn.  Galanthus latifolius Rupr. — Подснежник широколистный]
- Galanthus plicatus M.Bieb. — Подснежник складчатый
- Galanthus reginae-olgae Orph. — Подснежник королевы Ольги
- Galanthus rizehensis Stern
- Galanthus transcaucasicus Fomin — Подснежник закавказский
- Galanthus trojanus A.P.Davis & Özhatay
- Galanthus woronowii Losinsk. — Подснежник Воронова,

- Galanthus × allenii Baker
- Galanthus × valentinei Baker

## Защита видов от истребления
Некоторые виды подснежников внесены в Красную книгу.
Как и многие первоцветы, подснежники нуждаются в государственной охране, в проведении общественных кампаний по защите первоцветов. В продаже запрещены сорванные в лесу подснежники, нарушителям грозит штраф. Разрешена продажа подснежников, выращенных в теплицах (с сертификатом происхождения).

## В астрономии
В честь подснежника назван астероид (1250) Галантус, открытый 25 января 1933 года немецким астрономом Карлом Райнмутом в Гейдельбергской обсерватории.